# Kanal 5 (Schweden)
Kanal 5 ist ein privater Fernsehsender aus Schweden. Er ging 1989 auf Sendung und gehört zu Warner Bros. Discovery.

## Geschichte

Logo von 2000 bis 2024

Am 8. März 1989 kündigte der Geschäftsmann Matts Carlgren an, dass er beabsichtige einen Werbe-finanzierten Fernsehsender zu gründen, wie es bereits zuvor Jan Stenbeck mit TV3 tat. Der Sender erhielt den Namen Nordic Channel und ging am 27. März 1989 auf Sendung.
In den ersten Jahren fuhr der Sender hohe Verluste ein. Im Jahre 1991 wurde der Sender an die SBS Broadcasting Group verkauft. Deren Eigentümer Harry Evans Sloan hatte zuvor bereits Kanal 2 in Kopenhagen und TV Norge in Norwegen gekauft. Er benannte den Sender in TV5 um, allerdings klagte der französische Sender TV5 Monde dagegen, so dass der Sender TV5 Nordic genannt werden musste. Das war noch zu Anfang des Kabelfernsehens, als der französische Sender TV5 im schwedischen Kabelnetz verbreitet wurde. Letztendlich änderte TV5 Nordic 1994 seinen Namen und wurde bekannt als Femman ("das fünfte"). Am 4. Februar 1996 änderte der Sender seinen Namen in Kanal 5.
Nach mühsamem Beginn startete Kanal 5 Anfang der 2000er neue Strategien, um sich als Unterhaltungssender für junge Leute zu etablieren. Das Motto des Senders ist "Roligare TV" ("Witzigeres TV") und es werden Unterhaltungsshows wie Serien, Filme, Reality-Shows und Infotainment-Sendungen gezeigt. Im Jahr 2006 war Kanal 5 der beliebteste schwedische Sender in der Zielgruppe der 15- bis 24-Jährigen.

## Sendungen
- Battlestar Galactica
- Big Brother
- Brothers & Sisters
- Chaos City
- Cold Case – Kein Opfer ist je vergessen
- Criminal Intent – Verbrechen im Visier
- Criminal Minds
- CSI: Vegas
- CSI: Miami
- CSI: NY
- Desperate Housewives
- Der Prinz von Bel-Air
- Eine himmlische Familie
- Frasier
- Friends
- Fringe
- Gilmore Girls
- Grey’s Anatomy
- Joey
- Jimmy Kimmel Live!
- Kyle XY
- Las Vegas
- Law & Order: Special Victims Unit
- O.C., California
- One Tree Hill
- Psych
- Rom
- Seinfeld
- The Amazing Race
- The Tonight Show with Jay Leno
- Ugly Betty